# Islandska hokejska liga
Islandska hokejska liga (islandsko:Íslandsmót karla í íshokkí) je bila ustanovljena leta 1991. Prvotno je bila sestavljena iz treh klubov. V sezoni 2014/15 v ligi tekmujejo štirje hokejski klubi. Liga poteka v
treh pokritih hokejskih dvoranah. Skautafélag Reykjavíkur in UMFK Esja domujeta
v hokejski dvorani Laugardal v Reykjavíku, Björninn v hokejski dvorani
Egilshollin v Reykjavíku ter Skautafélag Akureyrar v hokejski dvorani v Akureyriju.

### Sistem tekmovanja
Liga je sestavljena iz
rednega dela ter končnice. Redni del sezone 2014/15 je sestavljen iz 48 tekem oziroma 24 kol, kar pomeni, da se vsako moštvo sreča z vsakim šestkrat (trikrat na domačem terenu in trikrat v gosteh). V končnico se uvrstita prvi dve moštvi, ki v rednem delu osvojita največje število točk.

### Islandski hokejski klubi
- Björninn iz Reykjavíka
- Skautafélag Akureyrar (SA) iz Akureyrija
- Skautafélag Reykjavíkur (SR) iz Reykjavíka
- UMFK Esja iz Reykjavíka

### Islandski hokejski prvaki
| Sezona    | Prvak                   |
| --------- | ----------------------- |
| 1992-1993 | Skautafélag Akureyrar   |
| 1993-1994 | Skautafélag Akureyrar   |
| 1994-1995 | Skautafélag Akureyrar   |
| 1995-1996 | Skautafélag Akureyrar   |
| 1996-1997 | Skautafélag Akureyrar   |
| 1997-1998 | Skautafélag Akureyrar   |
| 1998-1999 | Skautafélag Reykjavíkur |
| 1999-2000 | Skautafélag Reykjavíkur |
| 2000-2001 | Skautafélag Akureyrar   |
| 2001-2002 | Skautafélag Akureyrar   |
| 2002-2003 | Skautafélag Akureyrar   |
| 2003-2004 | Skautafélag Akureyrar   |
| 2004-2005 | Skautafélag Akureyrar   |
| 2005-2006 | Skautafélag Reykjavíkur |
| 2006-2007 | Skautafélag Reykjavíkur |
| 2007-2008 | Skautafélag Akureyrar   |
| 2008-2009 | Skautafélag Reykjavíkur |
| 2009-2010 | Skautafélag Reykjavíkur |
| 2010-2011 | Skautafélag Akureyrar   |
| 2011-2012 | Björninn                |
| 2012-2013 | Skautafélag Akureyrar   |
| 2013-2014 | Skautafélag Akureyrar   |

### Naslovi prvaka po klubih
| Naslovi | Moštvo                  | Leto                                                                                                 |
| ------- | ----------------------- | --- |
| 17      | Skautafélag Akureyrar   | 1992, 1993, 1994, 1995, 1996, 1997, 1998, 2001, 2002, 2003, 2004, 2005, 2008, 2010, 2011, 2013, 2014 |
| 5       | Skautafélag Reykjavíkur | 1999, 2000, 2006, 2007, 2009                                                                         |
| 1       | Björninn                | 2012                                                                                                 |